# Spring Up
Spring Up è il primo EP della boy band sudcoreana Astro, pubblicato nel 2016.

## Tracce
1. Ok! Ready (Ok! 준비완료) – 1:13
2. Hide & Seek (숨바꼭질) – 3:17
3. Innocent Love (풋사랑) – 3:26
4. Morning Call (모닝콜) – 3:34
5. Cat's Eye (장화 신은 고양이) – 2:45

## Formazione
- MJ
- Jinjin
- Cha Eun-woo
- Moon Bin
- Rocky
- Yoon San-ha